# Kanał Tyczyński
Kanał Tyczyński istniał w odległych czasach. Pozostały po nim ślady w terenie i nieliczne wzmianki w literaturze traktującej o przeszłości Sieradza. Pisze o nim ks. Walery Pogorzelski (s.74), który tworząc źródłową pracę o Sieradzu, korzystał z dokumentów zniszczonych przez Niemców na początku hitlerowskiej okupacji. 
Kanał miał być zbudowany za czasów Kazimierza Wielkiego, miał 12 wiorst (wiorsta - 1066,78 m) długości i łączył Tyczyn z Sieradzem, wykorzystując na swej trasie liczne stawy, nadwarciańskie rozlewiska, a w końcowym biegu koryto Żegliny. Przy kanale tym, blisko miasta, miało stać pięć młynów (dwa królewskie, dominikański, wójtowski i miejski) także folusz i blech (blich, bielnik) dla sukienników. Kanał był zasilany w wody Warty w pobliżu wioski Tyczyn, stąd jego nazwa.
Znawca dziejów Sieradza Bronisław Chlebowski pisze o nim: "Oprócz fosy otaczającej zamek i fosy przy miejskich murach, istniał jeszcze kanał od wsi Tyczyna się ciągnący, przeszło milę długi, który prowadził wodę dla młynów (...). Kanał ten pochodził podobno z czasów Kazimierza Wielkiego". 
W późniejszych wiekach kanał nie konserwowany, zamulony, przestał spełniać swoją rolę. Prawdopodobnie o jego losie przesądziła wielka powódź z końca XVIII w., która zasadniczo zmieniła stosunki wodne w najbliższej okolicy Sieradza. Prawdopodobnie pozostałością po nim są stawy w pobliżu wsi Chojne oraz ciek wodny zwany Kobylanką, biorący początek z mokradeł Tyczyna, a wpadający do Żegliny na skraju wsi Wiechutki.

## Literatura
- Chlebowski Br., "Słownik geograficzny Królestwa Polskiego..." 1889, t. X, s. 571-79,
- ks. Pogorzelski W., "Sieradz", Włocławek 1927 r.